# Thymol
Thymol (còn được gọi là 2-isopropyl-5-methylphenol, IPMP) là một dẫn xuất phenol monoterpenoid tự nhiên của cymene, C10H14O, đồng phân với carvacrol, được tìm thấy trong dầu của cỏ xạ hương và được chiết xuất từ Thymus Vulgaris nhiều loại thực vật khác như một chất tinh thể màu trắng có mùi thơm dễ chịu và tính sát trùng mạnh. Thymol cũng cung cấp hương vị đặc biệt, mạnh mẽ của cỏ xạ hương ẩm thực, cũng được sản xuất từ T. vulgaris.

## Hóa học
Thymol chỉ tan ít trong nước ở pH trung tính, nhưng nó cực kỳ hòa tan trong rượu và các dung môi hữu cơ khác. Nó cũng hòa tan trong dung dịch nước kiềm mạnh do sự khử hóa của phenol.
Thymol có chiết suất 1,5208  và số mũ phân ly thực nghiệm (pKa) là 1059±010. Thymol hấp thụ bức xạ UV tối đa ở mức 274   bước sóng.

### Tổng hợp hóa học
Các khu vực thiếu nguồn thymol tự nhiên thu được hợp chất thông qua tổng hợp. Thymol được sản xuất từ <i id="mwLw">m</i>-cresol và propene trong pha khí:
C7H8O + C3H6 ⇌ C10H14O

## Lịch sử
Các loài ong dưỡng Monarda fistulosa và Monarda didyma, hoa dại Bắc Mỹ, là nguồn tự nhiên của thymol. Người Mỹ bản địa Blackfoot đã nhận ra hành động sát trùng mạnh mẽ của những cây này và sử dụng thuốc đắp lên cây để trị nhiễm trùng da và vết thương nhỏ. Một tisane làm từ chúng cũng được sử dụng để điều trị nhiễm trùng miệng và cổ họng do sâu răng và viêm nướu.
Thymol lần đầu tiên được phân lập bởi nhà hóa học người Đức Caspar Neumann vào năm 1719. Năm 1853, nhà hóa học người Pháp A. Lallemand đã đặt tên cho thymol và xác định công thức thực nghiệm của nó. Thymol lần đầu tiên được tổng hợp bởi nhà hóa học người Thụy Điển Oskar Widman vào năm 1882.

## Nghiên cứu
Một nghiên cứu in vitro cho thấy thymol và carvacrol có hiệu quả cao trong việc giảm nồng độ ức chế tối thiểu của một số loại kháng sinh chống lại mầm bệnh và vi khuẩn gây hư hỏng thực phẩm như Salmonella typhimurium SGI 1 và Streptococcus pyogenes ermB. Các nghiên cứu in vitro đã tìm thấy thymol hữu ích như một chất chống nấm chống lại hư hỏng thực phẩm và viêm vú bò. Thymol chứng minh tác dụng sau kháng khuẩn in vitro đối với các chủng xét nghiệm E. coli và P. aeruginosa (gram âm), và S. aureus và B. cereus (gram dương). Hoạt động kháng khuẩn này được gây ra bằng cách ức chế sự tăng trưởng và sản xuất sữa, và bằng cách giảm sự hấp thu glucose của tế bào.
Tinh dầu húng tây rất hữu ích trong việc bảo quản thực phẩm. Các đặc tính kháng khuẩn của thymol, một phần chính của tinh dầu húng tây, cũng như các thành phần khác, một phần liên quan đến đặc tính lipophilic của chúng, dẫn đến sự tích tụ trong màng vi khuẩn và các sự kiện liên quan đến màng, như sự suy giảm năng lượng.
Bản chất kháng nấm của thymol chống lại một số loại nấm gây bệnh cho thực vật là do khả năng thay đổi hình thái của sợi nấm và gây ra các tập hợp sợi nấm, dẫn đến giảm đường kính và màng của sợi nấm.

## Danh sách thực vật có chứa thymol
- Euphrasia rostkoviana [17]
- Monarda didyma[cần dẫn nguồn]
- Monarda fistulosa [18]
- Trạchyspermum ammi
- Origanum compactum [19]
- Origanum dictamnus [20]
- Origanum onites [21][22]
- Origanum Vulgare [23][24]
- Thymus glandulosus [19]
- Thymus hyemalis [25]
- Thymus vulgaris [25][26]
- Thymus zygis [27]
- Symja thymbra

## Tác động độc chất và môi trường
Năm 2009, Cơ quan Bảo vệ Môi trường Hoa Kỳ (EPA) đã xem xét tài liệu nghiên cứu về độc tính và tác động môi trường của thymol và kết luận rằng "thymol có độc tính tiềm tàng tối thiểu và có nguy cơ tối thiểu".

### Phân hủy môi trường và sử dụng làm thuốc trừ sâu
Các nghiên cứu đã chỉ ra rằng hydrocarbon monoterpen và thymol đặc biệt suy giảm nhanh chóng (DT50 16 ngày trong nước, 5 ngày trong đất ) trong môi trường và do đó, rủi ro thấp do sự phân tán nhanh và dư lượng ràng buộc thấp, hỗ trợ việc sử dụng thymol như một tác nhân thuốc trừ sâu cung cấp một sự thay thế an toàn cho các loại thuốc trừ sâu hóa học dai dẳng khác có thể được phân tán trong dòng chảy và gây ra ô nhiễm tiếp theo.

## Tình trạng bổ sung
- Dược điển Anh [30]
- Dược điển Nhật Bản [31]